# Théorème de Nielsen-Schreier
En théorie des groupes – une branche des mathématiques – le théorème de Nielsen-Schreier, nommé d'après Jakob Nielsen et Otto Schreier, est un résultat essentiel de la théorie combinatoire des groupes, qui traite des groupes discrets (le plus souvent infinis). Il affirme que tout sous-groupe d'un groupe libre est un groupe libre,,. En plus de cet énoncé qualitatif, la version quantitative relie l'indice et le rang d'un tel sous-groupe. Une conséquence surprenante est qu'un groupe libre du rang supérieur ou égal à 2 possède des sous-groupes de tout rang (fini).
Ce théorème peut être démontré de façon particulièrement élégante et instructive par des méthodes de topologie algébrique, en considérant le groupe fondamental d'un revêtement de graphe.

## Énoncé
Tout sous-groupe H d'un groupe libre G est un groupe libre. Si de plus G est un groupe libre de rang fini r et H un sous-groupe d'indice fini n, alors H est libre de rang 1 + n(r – 1).
Remarque : dès que r > 1 et n > 1 (c'est-à-dire G non abélien et H ≠ G), on a 1 + n(r – 1) > r : le rang de H est strictement supérieur à celui de G.

## Exemples

### Sous-groupe du groupe libre de rang nul
Le groupe libre de rang r = 0 est le groupe trivial. Son seul sous-groupe est donc lui-même, d'indice n = 1, qui est bien libre de rang 1 + 1(0 – 1) = 0.

### Sous-groupes du groupe libre de rang 1
Le groupe libre de rang r = 1 est le groupe cyclique infini (ℤ,+) des entiers relatifs. Ses sous-groupes sont le groupe trivial (libre de rang nul et d'indice infini) et pour chaque entier n > 0, le sous-groupe nℤ, d'indice n, qui est isomorphe à ℤ donc qui est bien libre de rang 1 + n(1 – 1) = 1.

### Un sous-groupe du groupe libre de rang 2
Dans le groupe libre F2 à deux générateurs a et b (liés par aucune relation), soit H le sous-groupe constitué de tous les mots réduits (sur l'alphabet {a, b, a–1, b–1}) de longueur paire. Ce sous-groupe est clairement engendré par les six éléments x = aa, y = ab, z = ab–1, s = a–1b, t = ba et u = bb. Mais ceci ne constitue pas une présentation de H comme groupe libre, car ces générateurs sont liés par les relations s = x–1y, t = z–1x et u = z–1y, qui permettent d'engendrer H par seulement x, y et z. On démontre que ces trois générateurs ne vérifient aucune relation, si bien que H est isomorphe au groupe libre F3, qui est bien de rang 1 + 2(2 – 1) = 3.

## Esquisse d'une preuve topologique
On peut prouver ce théorème par des arguments soit algébriques, soit topologiques. Une preuve topologique est esquissée ci-dessous. Elle utilise de façon fine la représentation des groupes libres comme des groupes fondamentaux de graphes et est un exemple typique de l'interaction féconde entre algèbre et topologie.

### Le groupe fondamental d'un graphe connexe est libre
Soit Γ un graphe connexe. On le munit d'une topologie pour laquelle chaque arête correspond à un chemin entre les deux sommets qu'elle relie. Le résultat intermédiaire décisif est que le groupe fondamental de Γ est libre. Pour le prouver de façon explicite, on choisit un arbre couvrant T dans Γ et on note ∗ sa racine. Pour chaque arête s de Γ n'appartenant pas à T, on choisit un cycle ws qui va dans l'arbre T de la racine ∗ jusqu'à un sommet de l'arête s, traverse celle-ci, et retourne dans T à la racine. On peut alors prouver que ces ws forment une base de π1(Γ,∗) par des arguments d'homotopie combinatoire, ou par la construction explicite d'un revêtement universel de Γ.
On peut préciser quantitativement ce résultat si Γ est un graphe fini à e sommets et k arêtes. Sa caractéristique d'Euler est alors χ(Γ) = e – k. Tout arbre maximal T dans Γ possède alors e sommets donc e – 1 arêtes. Le rang du groupe libre π1(Γ,∗) est égal au nombre des arêtes restantes de Γ, soit : r = k – e + 1 = 1 – χ(Γ).

### Preuve du théorème
- Énoncé qualitatif. Tout groupe libre G est le groupe fondamental d'un bouquet de cercles, qui s'interprète comme un graphe Γ à un seul sommet et autant d'arêtes que de générateurs[5]. Tout sous-groupe H de G est alors le groupe fondamental d'un graphe de Schreier (en) (éventuellement infini) qui revêt ce bouquet[6] (ses sommets sont les classes à droite suivant H). H est donc le groupe fondamental d'un graphe connexe, si bien qu'il est libre.
- Énoncé quantitatif. Si G est libre de rang r, Γ est un graphe fini de caractéristique d'Euler χ(Γ) = 1 – r. Si H est d'indice n, il est le groupe fondamental de l'espace total d'un revêtement à n feuillets {\displaystyle {\widetilde {\Gamma }}\to \Gamma }, si bien que le groupe libre {\displaystyle H=\pi _{1}({\widetilde {\Gamma }},\ast )} est de rang {\displaystyle 1-\chi ({\widetilde {\Gamma }})=1-n\chi (\Gamma )=1-n(1-r)}.

## Conséquences

### Sous-groupes des groupes libres non abéliens
Les groupes libres non abéliens sont ceux de rang supérieur ou égal à 2. Ils contiennent donc le groupe libre F2 qui, d'après la version quantitative du théorème, possède des sous-groupes (libres) de tout rang {\displaystyle n\in \mathbb {N} ^{*}}. (On peut par ailleurs montrer qu'il contient également des sous-groupes libres de rang dénombrable.)
Cette propriété peut surprendre, car elle contraste avec la situation pour les groupes abéliens libres (pour lesquels le rang d'un sous-groupe est toujours inférieur ou égal au rang du groupe) ou pour les espaces vectoriels (où la dimension d'un sous-espace est toujours majorée par celle de l'espace).

### Sous-groupes des groupes de type fini
Le théorème de Nielsen-Schreier concerne avant tout les groupes libres, mais sa version quantitative a des conséquences intéressantes sur les groupes arbitraires de type fini : si G est un tel groupe, engendré par r éléments, alors tout sous-groupe d'indice fini n est également de type fini, puisqu'engendré par 1+n(r–1) éléments. En général, et comme dans le cas des groupes libres, on doit donc s'attendre à ce qu'un sous-groupe d'un groupe de type fini puisse être de rang supérieur à celui du groupe.

## Liens avec l'axiome du choix
Les différentes preuves du théorème de Nielsen-Schreier dépendent toutes de l'axiome du choix. Par exemple, celle exposée ci-dessus l'utilise dans l'affirmation que tout graphe connexe possède un arbre couvrant. Ce recours à l'axiome du choix est inéluctable ; en effet, il existe des modèles de la théorie des ensembles de Zermelo-Fraenkel dans lesquels le théorème de Nielsen-Schreier est faux. Réciproquement, ce théorème implique une version faible de l'axiome du choix : pour toute famille d'ensembles finis non vides, il existe une fonction de choix.

## Histoire
Le théorème de Nielsen-Schreier est un analogue non abélien d'un résultat antérieur de Richard Dedekind, selon lequel tout sous-groupe d'un groupe abélien libre est un groupe abélien libre.
Jakob Nielsen a d'abord démontré une version restreinte du théorème, limitée aux sous-groupes de type fini. Sa preuve consistait à effectuer une suite de transformations de Nielsen sur une famille génératrice du sous-groupe pour réduire la « taille » de cette famille (en termes des longueurs des mots réduits – sur les générateurs du groupe libre – dont elle est constituée),. Otto Schreier a démontré le théorème général en 1926 dans sa thèse d'habilitation,.
Max Dehn reconnut les liens de ce théorème avec la topologie algébrique et fut le premier à en donner une preuve topologique. Kurt Reidemeister l'exposa en 1932 dans son ouvrage sur la topologie combinatoire. Une variante est due à Reinhold Baer et Friedrich Levi. Une autre, basée sur la théorie de Bass-Serre (en) des actions de groupes sur des arbres, a été publiée par Jean-Pierre Serre,.